# Kragulji orel
Kragúlji ôrel (znanstveno ime Aquila fasciata) je ujeda iz rodu orlov oz. družine kraguljev.

## Opis
Ta majhen, plah orel je navzven podoben kačarju, le da ga v letu ločimo po daljšem, oglatem repu in diagonalni svetli progi na spodnji strani peruti. Zraste od 66 do 74 cm, samica pa je večja od samca. Leti z močnimi zamahi in doseže velike hitrosti, kar s pridom izkorišča pri lov]u. Hrani se pretežno s pticami do velikosti rac (golobi, čaplje, race,...) ter glodavci do velikosti zajcev.

## Razširjenost
Njegovo življenjsko okolje so suhi gorski travniki in svetli gozdovi Španije, Severne Afrike in jugovzhodne Azije. Tam tudi gnezdi, in sicer enkrat letno februarja in marca v gnezdih, ki jih splete na drevesih ali v skalovju. Samica znese od 1 do 3 jajca, navadno pa preživi le en mladič.